# Melita setiflagella
Melita setiflagella is een vlokreeftensoort uit de familie van de Melitidae. De wetenschappelijke naam van de soort is voor het eerst geldig gepubliceerd in 1988 door Yamato.